# 桂貞
桂貞（?—?），秦始皇时的秦朝博士。一说桂貞曾为鲁国公族，为桂姓得姓始祖。
秦始皇三十六年（前211年），坑儒事发，桂貞逃亡，改姓昋来避祸。至于昋姓，有源自汉朝城阳人炅横之说。炅横于汉末见诛，其子除了有一个保留姓炅外，其余为避祸皆改姓：一姓昋、一姓桂、一姓炔。此四姓之汉语拼音全为guì。